# Paranannopus philistinus
Paranannopus philistinus är en kräftdjursart som beskrevs av Por 1964. Paranannopus philistinus ingår i släktet Paranannopus och familjen Pseudotachidiidae. Inga underarter finns listade i Catalogue of Life.